# Indukti
Indukti es una banda de metal progresivo originaria de Varsovia, Polonia. Su álbum debut, S.U.S.A.R., salió a la venta en el año 2005 y contiene influencias de la música clásica y rock progresivo, conjugado con el metal progresivo. Este disco ha sido bien recibido entre los fanes de la música progresiva en todo el mundo, aunque no alcanzó grandes cotas en ventas. Aunque no es miembro oficial, el bajista y vocalista de Riverside, Mariusz Duda, se hizo cargo de las tomas vocales en este disco. La banda entró en el estudio para grabar su siguiente álbum el 7 de enero de 2008.
La banda ha participado y encabezado importantes festivales como el NEARfest de 2007 y el Baja Prog Festival de ese mismo año.

## Miembros
- Wawrzyniec Dramowicz – percusión
- Ewa Jabłońska – violín
- Piotr Kocimski – guitarra, instrumentos étnicos
- Maciej Jaśkiewicz – guitarra
- Andrzej Kaczyński – bajo

## Discografía
- Mytrwa (EP) – 2002
- S.U.S.A.R. – 2005
- Idmen – 2009